# 등반

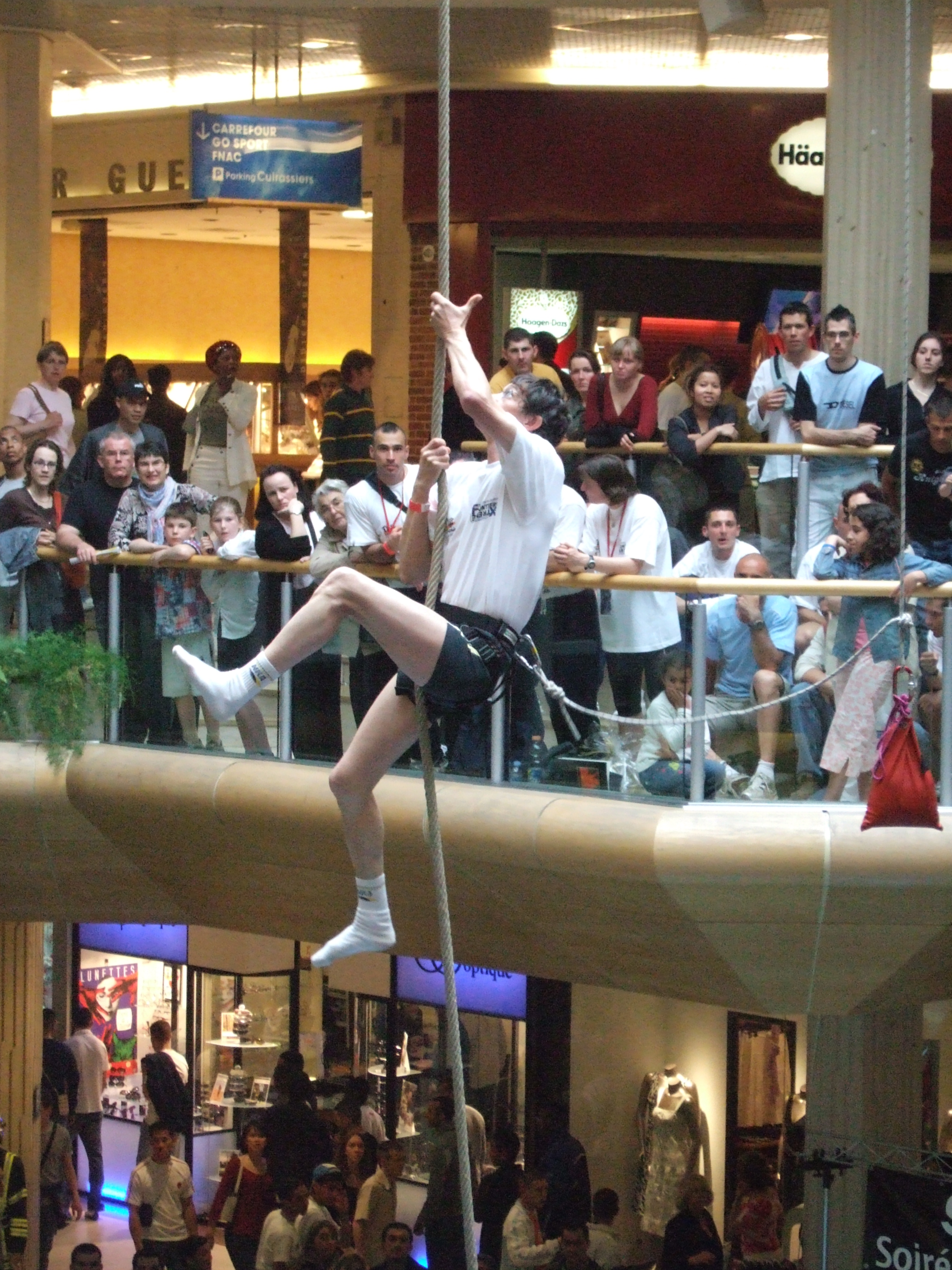
줄타기를 하는 모습

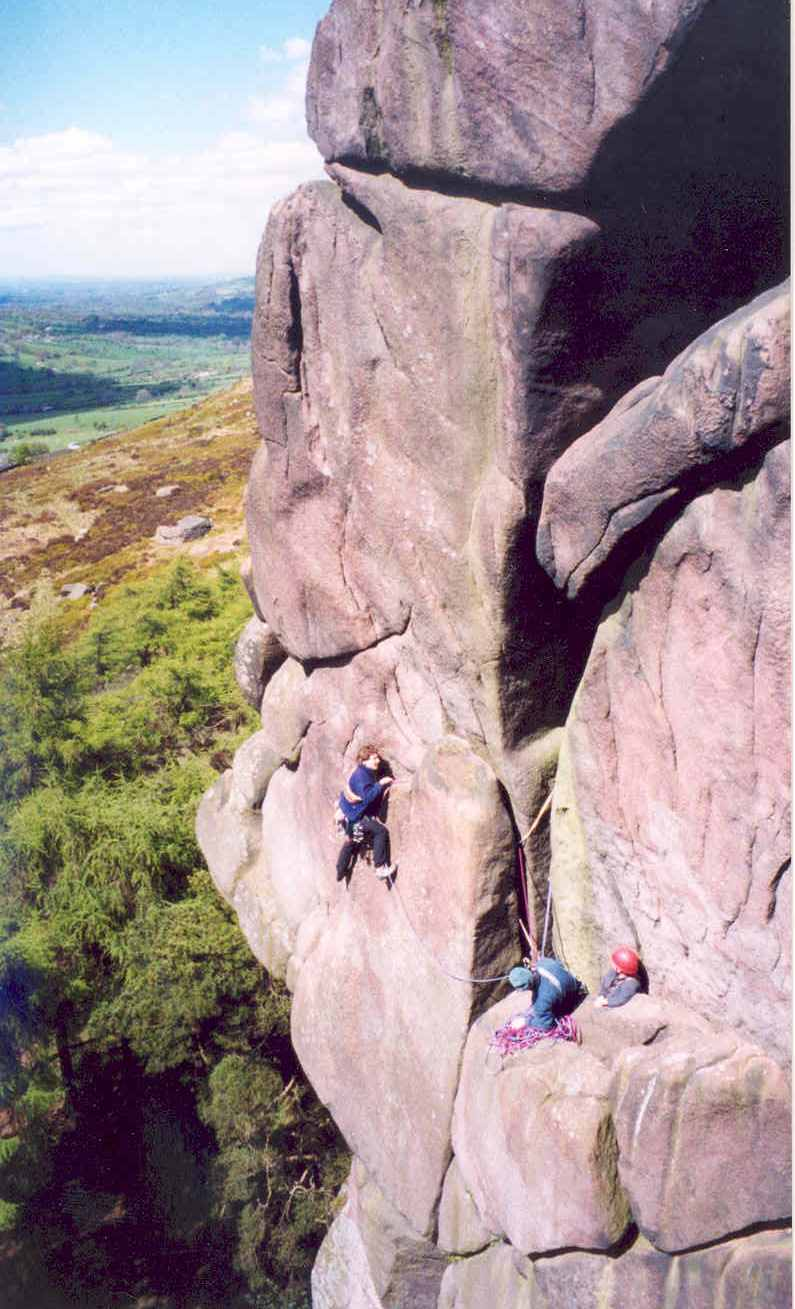
잉글랜드에서의 바위타기

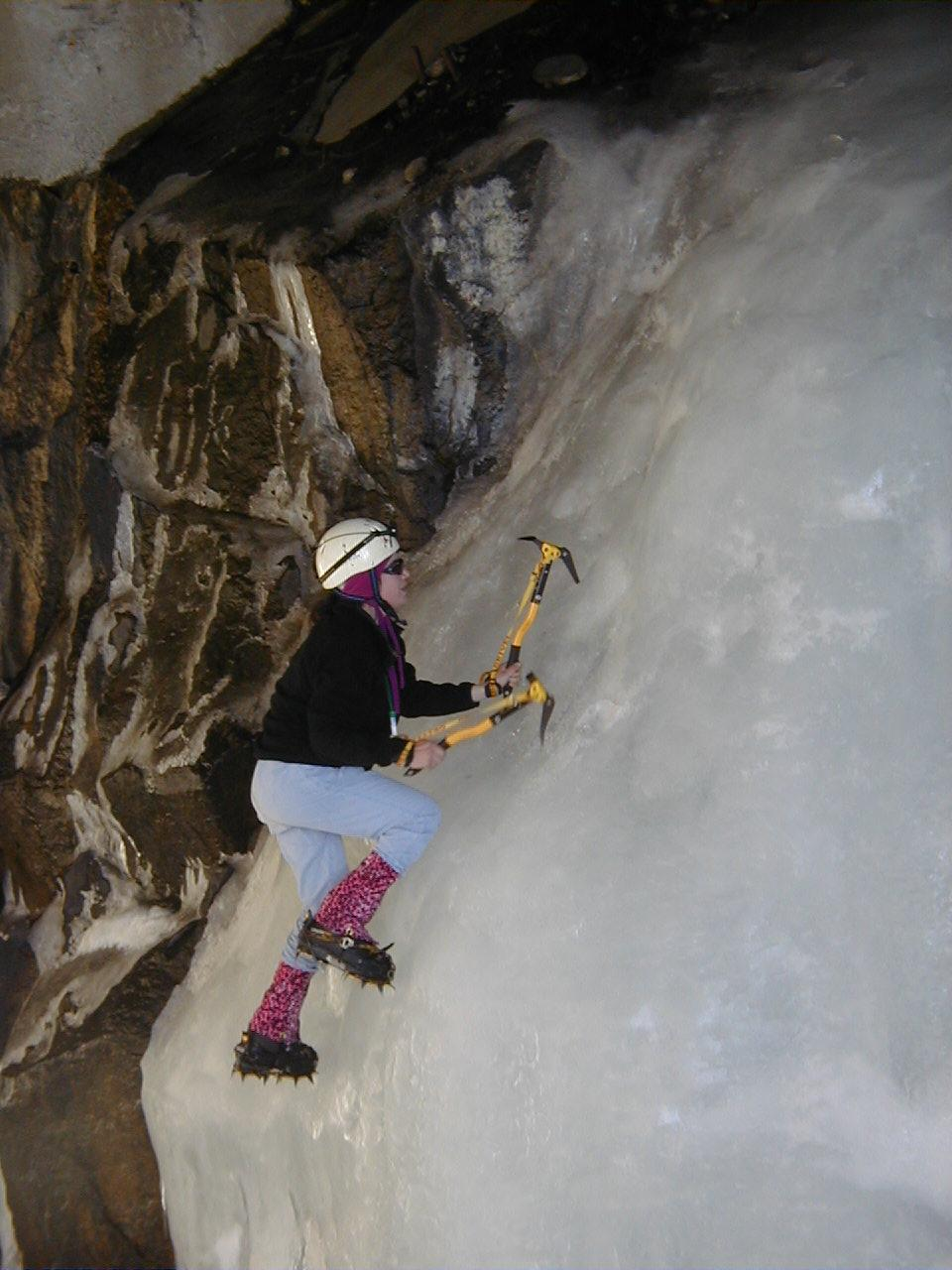
아이스 바일과 크램폰을 이용하여 빙벽 등반을 하는 모습

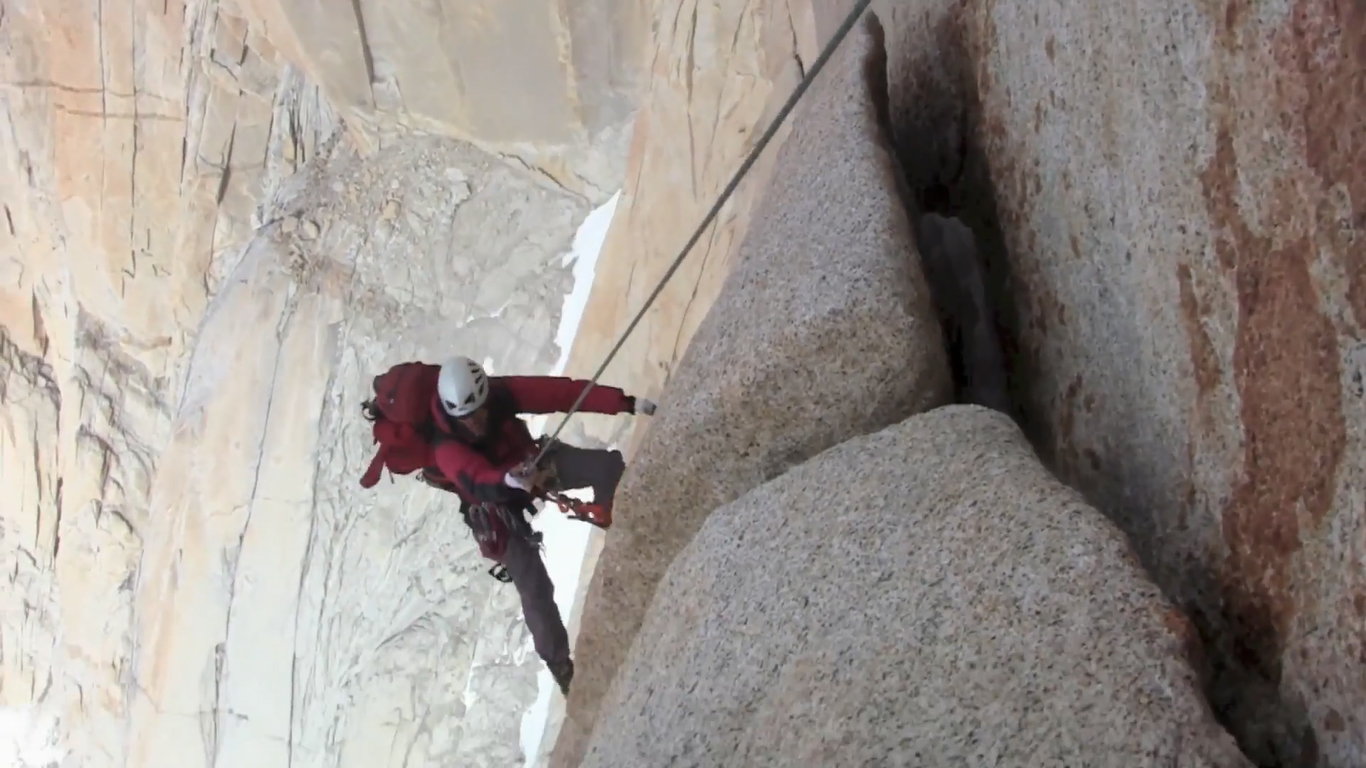
마운트 피 츠 로이의 등산, 아르헨티나

등반(登攀) 또는 클라이밍(climbing)은 손과 발 또는 신체의 한 부위를 이용하여 가파른 물체를 오르는 활동을 말한다. 레크리에이션 목적으로나 전문적인 목적으로 수행할 수 있으며 군사 목적의 하나로 수행되기도 한다. 실외 또는 실내의 인공 혹은 자연 구조물에서 행해진다.
등반 스포츠는 계속해서 개선되는 등반 장비를 사용하여 계속해서 증가하는 난이도에서 새로운 등반 기술을 사용하여 새로운 유형의 등반 경로를 처음으로 등반하는 등반가들에 의해 진화되었다. 가이드와 가이드북은 자연 환경에서 스포츠의 인기를 높이는 데 중요한 요소였다. 초기 개척자에는 월터 보나티(Walter Bonatti), 리카르도 카신(Riccardo Cassin), 헤르만 불(Hermann Buhl), 가스통 레뷔파(Gaston Rébuffat)가 포함되었으며, 그 뒤를 이어 라인홀트 메스너(Reinhold Messner)와 더그 스콧(Doug Scott)이 뒤따랐고, 나중에는 믹 파울러(Mick Fowler)와 마르코 프레젤리(Marko Prezelj), 우엘리 스텍(Ueli Steck)이 뒤따랐다. 1980년대 이후 볼트식 스포츠 클라이밍의 보다 안전한 형식의 개발, 인공등반벽 및 암벽등반 체육관의 보급 확대, 경쟁 클라이밍의 발전으로 암벽등반이 스포츠로서 대중화되었고, 볼프강 귈리히(Wolfgang Güllich), 알렉산더 후버(Alexander Huber), 크리스 샤마(Chris Sharma), 아담 온드라(Adam Ondra), 린 힐(Lynn Hill), 캐서린 데스티벨(Catherine Destivelle) 및 잔자 가른브렛(Janja Garnbret)와 같은 암벽 등반가가 등장하며 프로 클라이밍의 등장으로 이어졌다.
등반은 경쟁 리드 클라이밍, 경쟁 볼더링 및 경쟁 스피드 클라이밍 분야를 포함하는 형식으로 2021년 도쿄 올림픽에서 처음으로 올림픽 스포츠가 되었다. 경쟁 빙벽 등반은 아직 올림픽 스포츠가 아니다.

## 분류
등반은 다음을 포함한다:
- 볼더링: 바위나 작은 노두를 암벽화와 쵸크백을 가지고 오르는 행위이다. 등반 시 안전확보용 줄을 사용하지 않기 때문에 부상을 막기 위하여 아래에 크래시 패드를 둔다.
- 빌더링: 건물의 외골격을 오르는 행위이다. 대체로 안전장비를 이용하지 않는다.
- 캐니어닝: 스포츠 또는 레크리에이션 목적으로 협곡을 따라 등반을 하는 행위를 말한다.
- 빙벽 등반: 특별한 장비를 이용하여 얼음이나 단단한 설사면을 오르는 행위이다. 대체로 아이스 바일과 크램폰을 이용한다. 등반자의 안전을 확보하는 기술은 암벽등반과 유사하나, 암벽등반과 달리 아이스 피톤, 아이스 스크류와 같은 얼음과 눈에 적합한 안전 장비를 이용한다.
- 등산: 스포츠 또는 레크리에이션 목적으로 산을 오르는 행위이다. 이는 대개 암벽 등반과 빙벽 등반을 포함하고 있다.
- 암벽등반: 암벽을 오르는 행위이다. 대개 암벽화와 쵸크백을 사용한다. 안전장비로 로프와 볼트, 너트, 캐밍 장비가 사용된다.
- 스포츠 클라이밍: 스포츠 클라이밍은 암벽등반의 일종이다. 볼트와 같이 바위에 영구적으로 고정된 확보물을 이용한다.(전통 등반과 반대되는 개념이다.)
- 전통 등반: 스포츠 클라이밍과 반대되는 개념으로 전통 등반에서는 등반 도중 너트와 캐밍 장비와 같은 제거하기 쉬운 확보물을 직접 설치한다.
- 로프 액세스: 산업 활동에서 주로 행해진다. 노동자가 일반적으로 도달하기 힘든 곳을 로프를 이용하여 현수하강을 통해 도달하는 방법을 말한다.
- 줄타기: 짧고, 굵은 로프를 빠른 시간 내에 오르는 행위이다.
- 나무 타기: 로프와 다른 안전 장비를 이용하여 레크리에이션 목적으로 나무를 오르는 행위를 말한다.

## 같이 보기
- 대한산악연맹